# Дунін зі Скшинського
Домінік Дунін (Донин) зі Скшинського гербу Лебідь (нар. бл. 1370 — пом. 22 липня 1418) — польський шляхтич, державний і церковний діяч Королівства Польського.

## Життєпис
Він був першим з роду, хто називався Дуніним. За однією з версій, саме від його імені Домінік (Донин пол. Donyn de Vylka, 1400) і походить це прізвище. Хоча, у різних документах він названий різними іменами: Миколаєм (1404 і 1409), Домініком (лат. Dominicus Andree de Skizino — у 4 буллах від 1410, 1414 і 1417 років); у цей же час згадується Ян, підканцлер з такою ж гідністю, як і Донин (краківський декан), Каспер Несецький врешті називає його Петром. Найімовірніше, звали його Домініком, інші імена були помилково записані у документах або стосувалися його попередника Миколая Тромби та наступника Яна Шафранєца на посаді підканцлера.
Народився близько 1370 року. Батько — Анджей званий Жешотком зі Скшинського (пом. 1413/1414), маршалок княжого двору і підкоморій сохачевський, мати — Збіґнєва з Бжезя, донька Збіґнєва з Бжезя, представниця родини Лянцкоронських. Мав рідних братів Кристина та Анджея, а також Мецлава та Миколая від іншого шлюбу батька та Беняша, Павла, Лутоша і Вєруша від іншого шлюбу матері.

### Кар'єра

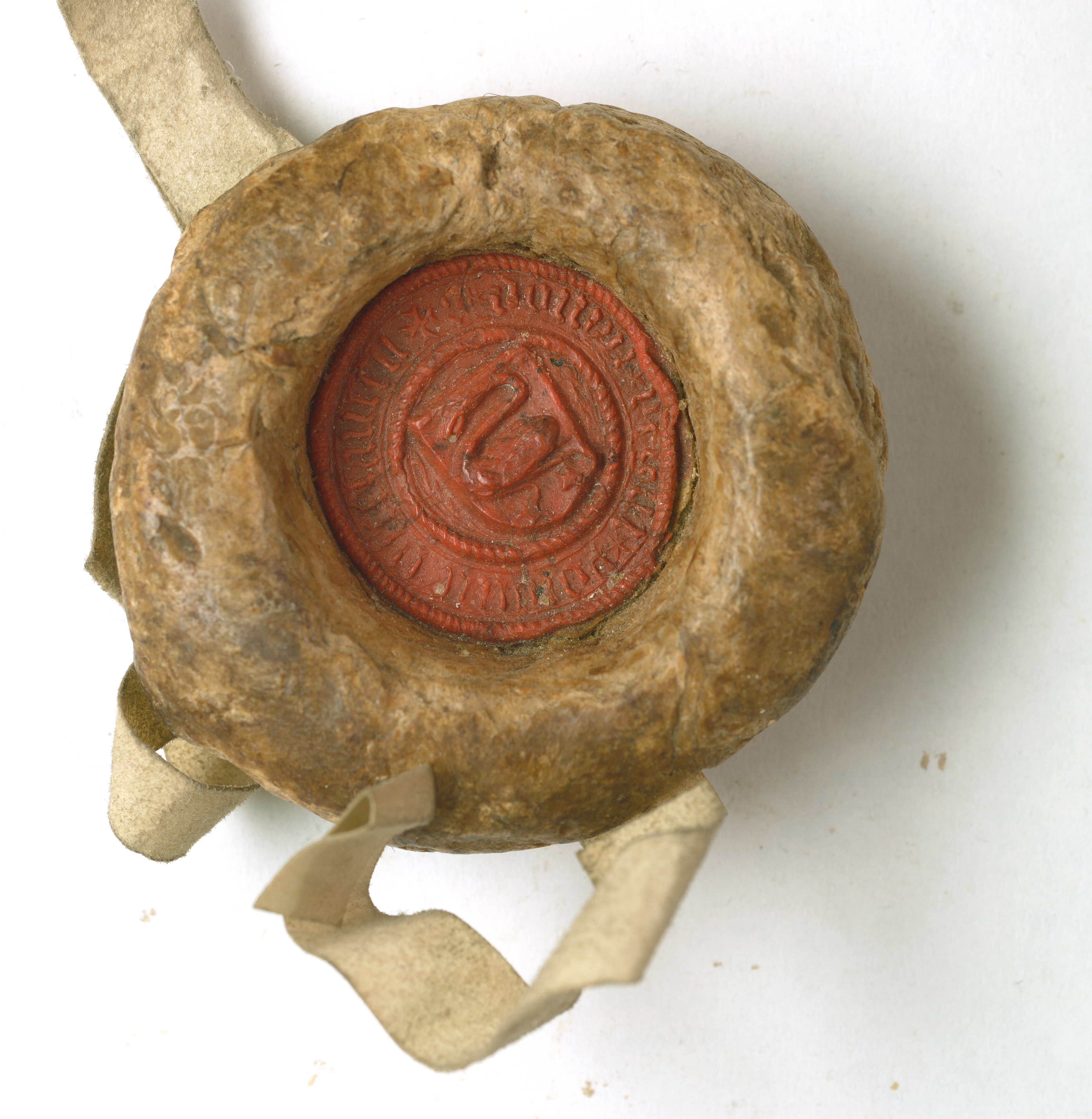
Печатка Дуніна зі Скшинського, підканцлера коронного

Домінік користувався протекцією свого діда Збіґнєва з Бжезя, впливового державного діяча, великого маршалка коронного.

#### Церковна кар'єра
Був каноніком сандомирським, влоцлавецьким, краківським, ґнєзненським, познаньським і крушвицьким, кустошем сандомирським, плебаном клодавським, деканом краківським (1415). Король Владислав II Ягайло подавав його кандидатуру на посаду єпископа познанського.

#### Політична кар'єра
З 1404 року був писарем королівської канцелярії. 1412 року став підканцлером Королівства Польського. 1414 року був протонотаріусом апостольським. За його каденції усталився офіційний титул підканцлерів латиною vicecancellarius regni Poloniae. Брав участь у багатьох дипломатичних місіях і переговорах від імені короля, а саме 1409 року з Тевтонським орденом, 1410 року з Богемією.